# Када, Джозеф
Джозеф Када (англ. Joseph Cada; род. 18 ноября 1987, Shelby Charter Township, Мичиган) - профессиональный игрок в покер, победитель Главного турнира Мировой серии покера 2009 года. Самый молодой в истории обладатель титула чемпиона мира по покеру (получил почётное звание в 21 год). Предыдущее достижение принадлежит датчанину Питеру Истгейту.
Джозеф лишь два семестра отучился в колледже Macomb Community College Мичиган, после чего бросил учёбу ради профессиональной игры в покер. Проживает в городе Честерфилд, в частном доме.

## Карьера
В 16 лет начал активно играть в онлайн-покер (никнейм: jcada99). Так как возможность легально посещать американские казино в этом возрасте у Джозефа отсутствовала, он переехал в Канаду, где помимо онлайн-покера активно участвовал в покерных турнирах в городе Уинсор, Онтарио. Первое значительное достижение Джо — победа в отборочных онлайн-турнирах на покерные фестивали, проходившие на Багамах и в Коста-Рике. Согласно интернет-статистике, с начала 2008 года и до середины 2009 года Джозеф выиграл в онлайне более $500,000, однако за месяц до старта Мировой серии покера 2009 года, из-за неудач, Када был вынужден искать финансовую поддержку для участия в турнирах WSOP. Профессиональные покерные финансисты (бэкеры) Эрик Хабер и Клифф Джозефи оплатили участие Джо Када в Главном турнире Мировой серии покера, претендуя при этом на половину его возможного выигрыша.
Помимо регистрации в Главном турнире, Джозеф принимал участие и в других соревнованиях, проходивших в рамках WSOP 2009: занял 64-е место в Событии № 13 ($2,500 No Limit Hold’em, 1088 участников) и 17-е место в Событии № 35 ($1,500 No Limit Hold’em, 2095 участников).
В главном турнире Мировой серии покера 2009 года ($10,000 World Championship No Limit Hold’em, 6494 участника) Джозеф Када пробился на финальный стол (так называемая ноябрьская девятка), и затем, благодаря фантастическому везению, несколько раз выставляясь в олл-инах сильно позади и выигрывая, сумел дойти до противостоянии один-на-один с другим американским покеристом Дарвином Муном. Победными картами для Джо оказалась пара девяток 9♦ 9♣ против одномастных бубновых Q♦ J♦ Дарвина. Общие карты 8♣ 2♣ 7♠ К♥ 7♣, открывшиеся после того, как оба соперника огласили заявку all-in на префлопе, не изменили первоначальное незначительное преимущество Джо, и принесли ему титул самого молодого в истории Чемпиона мира по покеру, а также $8,546,435 призовых.